# Гирфанов, Агиш Шаихович
Агиш Шаихович Гирфанов (баш. Агиш Шәйех улы Ғирфанов; 14 апреля 1928, Таймеево, Башкирская АССР — 8 ноября 1999, Уфа) — советский башкирский писатель и переводчик. Заслуженный работник культуры РСФСР (1988) и БАССР (1978). Член Союза писателей Башкирской АССР (1971).

## Биография
Родился 14 апреля 1928 года в деревне Таймый Салаватского района Башкирской АССР.
С 1942 по 1945 год учился в Месягутовском педагогическом училище. В 1950 году окончил Башкирский государственный педагогический институт (ныне Уфимский университет науки и технологий).
С 1950 по 1951 год работал в школе Учалинского района, с 1951 по 1954 года проходил службу в армии. С 1954 по 1959 год — директор школы в Абзелиловском районе Башкирской АССР.
С 1959 по 1964 год — заведующий отделом писем журнала «Вилы», старший редактор передач для детей в комитете радио и телевидения Башкирской АССР. С 1966 по 1989 год работал редактором и заведующим отдела художественной литературы Башкирского книжного издательства, сотрудником в редакции журнала «Вилы».
Перевёл на башкирский язык произведения русских писателей Н. Н. Носова, Л. Н. Толстого, А. П. Чехова и др.

## Память
В Уфе и п. Таймеево на домах, где жил Гирфанов А. Ш. установлены мемориальные доски;
В Таймеевской средней школе открыт музей писателя.